# Desorita
La desorita, en anglès i originalment désorite, és un mineral de la classe dels fosfats. Rep el nom en honor de Joy Désor (n. 1990), pel seu treball analític sobre minerals nous. A proposta seva, el nom désorite també honra al seu avantpassat Pierre Jean Édouard Desor (Friedrichsdorf, Gran Ducat de Hesse, 13 de febrer de 1811 - Niça, 23 de febrer de 1882), geòleg suís i professor de l'Acadèmia de Neuchâtel, del que destaquen els seus estudis sobre paleontologia i fenòmens glacials tant d'Europa com d'Amèrica del Nord.

## Característiques
La desorita és un fosfat de fórmula química Pb₂(Fe³⁺₆Zn)O₂(PO₄)₄(OH)₈. Va ser aprovada com a espècie vàlida per l'Associació Mineralògica Internacional en el mes de desembre de l'any 2023, i sent publicada poc després. Cristal·litza en el sistema triclínic. La seva duresa a l'escala de Mohs és 3. És una espècie isostructural amb la jamesita i la lulzacita.
L'exemplar que va servir per a determinar l'espècie, el que es coneix com a material tipus, es troba conservat a les col·leccions mineralògiques del Museu d'Història Natural del Comtat de Los Angeles, a Los Angeles (Califòrnia) amb el número de catàleg: 76300.

## Formació i jaciments
Va ser descoberta a la mina Schöne Aussicht, a prop de la localitat alemanya de Dernbach, al districte de Westerwald (Renània-Palatinat, Alemanya), on es troba en forma de cristalls irregulars d'uns 0,25 mm de llarg, que es presenten en agregats subparal·lels i radials. Aquest indret és l'únic a tot el planeta on ha estat descrita aquesta espècie mineral.